# Paul Jaeckel (Fußballspieler)
Paul Jaeckel (* 22. Juli 1998 in Eisenhüttenstadt) ist ein deutscher Fußballspieler. Der Innenverteidiger steht bei Preußen Münster unter Vertrag und war deutscher Nachwuchsnationalspieler.

## Karriere

### Vereine
Der geborene Brandenburger Jaeckel begann mit fünf Jahren das Fußballspielen beim Eisenhüttenstädter FC Stahl. Als Jugendlicher wechselte er in die Nachwuchsabteilung von Energie Cottbus. Mit 16 begann sein Engagement beim VfL Wolfsburg. Dort konnte er über die U17 und U19 schließlich im August 2017 in die zweite Mannschaft aufrücken. Sein Debüt gab der Innenverteidiger am 5. August 2017 in der Partie gegen den SSV Jeddeloh in der Regionalliga Nord.
Durch den verletzungsbedingten Ausfall mehrerer Spieler berief ihn Trainer Bruno Labbadia am 7. April 2018 in den Kader der Profis. Beim 2:0-Auswärtserfolg gegen den SC Freiburg stand Jaeckel die gesamte Spielzeit auf dem Platz und debütierte in der Bundesliga. Am Ende der Bundesliga-Saison 2017/18 hielt er mit dem VfL in der Abstiegs-Relegation gegen Holstein Kiel die Klasse.
Am 30. August 2018 wechselte Jaeckel in die 2. Bundesliga zur SpVgg Greuther Fürth, bei der er einen Vertrag mit einer Laufzeit bis zum 30. Juni 2021 unterschrieb. In Fürth kam der Innenverteidiger zunächst sowohl für die erste als auch für die zweite Mannschaft zum Einsatz, im Sommer 2019 wurde er dann fest in den Zweitligakader integriert und konnte sich zum Ende der Hinrunde einen Stammplatz erarbeiten. In der Saison 2020/21 stieg er mit den Fürthern in die Bundesliga auf.
Zur Saison 2021/22 wechselte er ablösefrei zum Bundesligisten 1. FC Union Berlin.
Kurz vor Ende der Transferperiode im Sommer 2024 wurde bekannt, dass Berlin ihn für ein Jahr lang zu Eintracht Braunschweig ausleiht.
Im Sommer 2025 wechselte er zu Preußen Münster.

### Nationalmannschaft
Jaeckel spielte bislang neun Mal für Juniorennationalmannschaften des DFB.
Am 17. November 2020 debütierte er beim 1:1-Unentschieden gegen Slowenien für die deutsche U-21-Auswahl. Anders als seine Fürther Teamkollegen David Raum und Anton Stach wurde Jaeckel im März 2021 jedoch nicht in den Kader für die Gruppenphase der Europameisterschaft berufen, nachdem er in der Liga in den Wochen zuvor verletzt ausgefallen war. Jedoch wurde er für die im Mai und Juni stattfindende Finalrunde nominiert. Hier kam er beim Viertelfinalsieg über Dänemark zu seinem einzigen Einsatz. Das Finale der Endrunde gewann Deutschland mit 1:0 gegen Portugal und kürte sich somit zum Europameister.

### Länderauswahl
Anlässlich des Amateur-Länderpokals lief Jaeckel als Spieler Wolfsburgs im Oktober 2015 viermal für die U18-Auswahl des Landes Niedersachsen auf.

## Erfolge
Im Verein
- Aufstieg in die Bundesliga: 2021

In der Nationalmannschaft
- U-21-Europameister: 2021